# Poeciliopsis infans
Poeciliopsis infans, tên thông thường là Lerma livebearer, là một loài cá nước ngọt thuộc chi Poeciliopsis trong họ Cá khổng tước. Loài này được mô tả lần đầu tiên vào năm 1894.

## Từ nguyên
Từ infans trong danh pháp của loài cá này có nghĩa là "đứa trẻ sơ sinh", ám chỉ kích thước bé nhỏ của chúng.

## Phân bố và môi trường sống
P. infans có phạm vi phân bố ở Trung Mỹ. Loài cá này được tìm thấy ở lưu vực sông Lerma-Santiago (Mexico) và các nhánh thượng nguồn của nó, bao gồm các sông Ameca, Armeria, Coahiauna và Balsas, cũng như sông Panuco ở Quintana Roo. Chúng cũng được tìm thấy trong các hồ nội địa giữa lưu vực sông Lerma và Armeria. Môi trường sống của P. infans khá đa dạng, được tìm thấy ở các ao hồ, mương lạch, sông suối, và ở cả những con suối nước nóng.

## Mô tả
Chiều dài cơ thể lớn nhất được ghi nhận ở P. infans là 5 cm, thuộc về một cá thể mái; cá đực của loài P. infans có chiều dài cơ thể lớn nhất được ghi nhận là 3,5 cm.
Sau khoảng 28 ngày mang thai, cá mái có thể cho ra đời khoảng từ 10 đến 40 con cá bột.